# Petoesjki (Jakoetië)
Petoesjki (Russisch: Петушки) is een voormalig dorp (selo) in het zuidoosten van de oeloes Nizjnekolymski in het noordoosten van de Russische autonome republiek Jakoetië. De plaats ligt aan de rechteroever (oostzijde) van de Stenige Kolyma (Kamennaja Kolyma; een zijarm van de Kolyma), op Kaap Pervy Kamen. De plaats ligt op 35 kilometer van het oeloescentrum Tsjerski. In 2001 telde het 122 inwoners. Bij de volkstelling van 1989 waren dit er nog 400. In 2007 werd de plaats opgeheven. De inwoners werden in de jaren ervoor verplaatst naar een speciaal voor hen gebouwd appartementsblok van Tsjerski. Er bevindt zich nog wel een grenspost. Op 4 kilometer van de plaats bevindt zich een voormalige opslag voor explosieven voor de mijn Tsjoekotski bij Bilibino, die werden aangevoerd via de haven van Zeljony Mys.
De plaats is door een winterweg cq. onverharde weg verbonden met Tsjerski, Bilibino en andere plaatsen.
De plaats ontstond in 1962 rond de aardoliewinning (ten noorden ervan bevond zich het eigenlijke oliedepot; de Nizjnekolymskaja neftebaza). Er bevond zich een middelbare internaat, een medische instelling, een aantal winkels en een huis van cultuur.
Bestuurlijk centrum: Tsjerski

Ambartsjik · Androesjkino · Dve viski · Jermolovo · Kolymskoje · Krestovaja · Michalkino · Nizjnekolymsk · Petoesjki(†) · Pochodsk · Timkino · Tsjoekotsjja